# شیخلر، آقدام
شیخلر (به زبان ترکی آذربایجانی: Şıxlar یا Şıxlar-Karvend) یک منطقه مسکونی در جمهوری آذربایجان است که در شهرستان آق‌دام واقع شده‌است. شیخلر از ۱۹۹۴ تحت کنترل نیروهای ارمنستانی است.